# Herman Rouwé
Herman Rouwé   (Grou, 20 de gener de 1943) és un remer neerlandès, ja retirat, que va competir durant la dècada de 1960. És germà del també remer Henk Rouwé.
El 1964 va prendre part als Jocs Olímpics d'Estiu de Tòquio, on va guanyar la medalla de bronze en la prova del dos amb timoner del programa de rem. Formà equip amb Jan Just Bos i Frederik Hartsuiker. Quatrre anys més tard, als Jocs de Ciutat de Mèxic, fou novè en la prova del quatre amb timoner.